# Centro de Tradução dos Organismos da União Europeia
O Centro de Tradução dos Organismos da União Europeia (sigla: CDT) fornece serviços de tradução aos organismos da União Europeia. A sua sede localiza-se no Luxemburgo.